# イワン・シェスタコフ

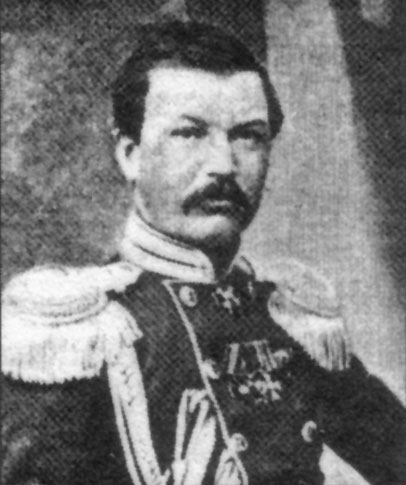
イワン・シェスタコフ

イワン・アレクセーエヴィチ・シェスタコフ（ロシア語: Ива́н Алексе́евич Шестако́в、Ivan Alexeevich Shestakov、1820年4月13日 - 1888年12月3日）は、帝政ロシアの政治家、作家、海軍軍人、提督。1882年から1888年までロシア帝国海軍大臣を務めた。

## 生い立ち、初期の軍歴
スモレンスク郊外の村、シロコレニエに貴族の子として生まれる。父アレクセイ・アントノヴィチ・シェスタコフは、ロシア海軍の大尉で艦長を務めた人物である。1830年から1836年までロシア海軍幼年団（海軍幼年学校）に学んだ後、黒海艦隊に配属される。1837年コンスタンチン岬近くの上陸作戦に参加し、功績により勲章を授与され、少尉候補となった。1838年にはコルベット艦「イフゲニア」に乗り組み、再び上陸作戦で殊勲功を立て、功四級聖アンナ勲章を授与された。1841年セヴァストーポリに再び配属され、いくつかの山岳民族との戦闘に参加した。この間、功三級聖スタニスラフ勲章を授与され、ユリウス暦1843年4月11日ミハイル・ラザレフ提督の副官となる。ラザレフの副官を2年務めたシェスタコフは海軍大尉に昇進した。
1845年〜1846年、汽船「ベッサラビア」に勤務。なお、シェスタコフは1847年から1850年にかけてカッター（短艇）スコリー号を駆って、水路研究に当たっている

## バルチック艦隊勤務
1850年、間を置いて1852年から1854年までロシア政府の命を受けて、艦艇の造船術研究のため、イギリスを訪問している。1854年2月、帰国と同時に蒸気船委員会所属となり、さらに二階級昇進し海軍大佐、バルチック艦隊勤務となった。
この頃、クリミア戦争が勃発するが、シェスタコフは戦争中、フリゲート艦「リューリク」に乗艦しクロンシュタット軍港の警備、哨戒に当たった。1855年5月21日皇族将官付き副官に任命される。クリミア戦争初年には75隻の快速砲艦、17隻の高速コルベット建造計画を立案した。
1856年一等大佐に昇進し、アメリカへ派遣された。シェスタコフは70隻のカノン砲装備の快速砲艦「ゲネラル・アドミラル」建造計画を腹案として持っており、この計画の実現可能性を探るべく、アメリカで造船技術を調査するため渡米した。
1859年シェスタコフの指揮の下、フリゲート艦「ゲネラル・アドミラル」は12日間の公試運転を実施した。ゲネラル・アドミラルは、シェルブール港を経て、クロンシュタットに到着した。公試に成功した功績により、功三級聖ウラジーミル勲章を授与された。
1860年から1862年まで、地中海小艦隊（戦隊）司令に就任した。この戦隊の任務は、シリア沿岸まで進出し、現地のキリスト教徒をオスマン帝国から保護することを名目としていた。1861年4月23日に海軍少将に昇進した。クロンシュタット帰還後、功一級聖スタニスラフ勲章を授与された。1863年4月17日クロンシュタット軍港総司令官補佐に任命される。1863年から1864年までペテルブルク科学造船委員会に所属している。

## タガンログ県知事

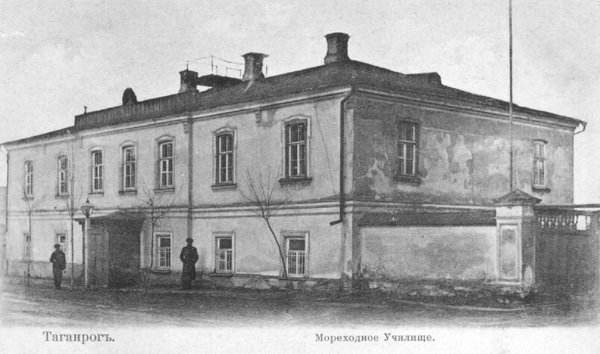
タガンログの海軍兵学校。© TaganrogCity.Com

軍事官僚として才幹を振るっていたシェスタコフが、本格的に行政官僚としてもその辣腕を振るうようになったのが、1864年のことである。
ユリウス暦1866年4月11日にシェスタコフはタガンログ県の知事に任命された。シェスタコフはロシア帝国海軍軍人としての軍籍を保持しつつ、同県知事を1868年まで務めた。この間、1868年にはタガンログ最初の海軍兵学校の設立を決定し、これはのちにタガンログ県知事となったヨハン・ハムプス・フルフイェルム（イワン・フルフゲリム）によって1874年に開校された。また、シェスタコフは、アゾフ海沿岸貿易の拡大を図った。そして黒海とアゾフ海で蒸気船通航のため、ロシア産石炭の取引を進め、アゾフ海とドン川の水運を改善しようとした。また、船舶の新装備への転換を推進した他、タガンログからアゾフ海海岸に沿って最新の灯台を建設した。さらにタガンログ県の全都市でガス灯を導入し、このために新しいガス工場を設立するなど産業整備にも尽力した。

## 海軍大臣
1868年ヴィルノ県知事に任命される。1870年辞任するが、1872年オーストリア及びイタリアに海軍武官として駐在する。1881年、海軍技術委員会造船班長を経て、翌1882年ロシア帝国海軍大臣に就任する。海相としては、黒海艦隊の再建に尽力したほか、バルチック艦隊とシベリア小艦隊（戦隊）の増強に努めた。この他、シェスタコフは海軍将校の人事に関して新制度を設けたほか、戦艦、装甲巡洋艦などの大型重装艦を増強した。1888年には海軍大将に昇進した。
1888年12月3日クリミア半島のセヴァストーポリで死去し、同地の聖ウラジーミル教会に埋葬された。

## 地名
後世、以下の場所がシェスタコフにちなみ命名されている。
- シェスタコフ島（バレンツ海、ノヴァヤゼムリャの近く）
- シェスタコフスキー大通り（1885年海相時代のシェスタコフがタガンログを訪問した際、記念に命名された。のちに「ウクラインスキー大通り」に改称された。）

## 著述物
シェスタコフは軍人、行政官、政治家としての他に、広く世間に認められた著述者であった。シェスタコフは1850年、1854年から1861年、1864年と1871年の海軍ジャーナルMorskoy Sbornik（МорскойСборник）で、いくつかの記事を発表している。
シェスタコフは、英国の海軍軍事歴史家、ウィリアム・ジェームズの著作『大英帝国海軍史』のロシア語訳を著した。
1873年『平凡な生涯の半世紀』（Полвекаобыкновеннйжизни）という回想録を出している。今日、最も有名な著書は『黒海の航海に関する指揮』（ЛоцияЧерногоморя）である。

## 参考
- This article includes content derived from the Russian Biographical Dictionary, 1896 - 1918.
- History of Taganrog by Pavel Filevsky; Moscow, 1898